# Песня о летучих мышах
«Песня о летучих мышах» — советский короткометражный музыкальный мультфильм, который создал в 1985 году режиссёр Юлиан Калишер по сценарию писателя Юрия Коваля на основе собственной песни. Это первый опыт сотрудничества Калишера и Коваля наряду с мультфильмом «Сундук», поставленном в 1986 году.
В мультфильме рассказывается о том, как обычные мыши благодаря одной остроумной находке стали летучими.

## Сюжет
В начале мультфильма появляется Юрий Коваль, который берёт гитару и начинает петь свою песню о летучих мышах. Персонаж мультфильма (Семён), однако, закрывает дверь, так что исполнитель перестаёт быть виден. Далее в течение мультфильма песня звучит целиком в другом исполнении.
Мыши жили в подвале у Семёна и постоянно поедали его сыр. Семён задумал избавиться от мышей, однако когда сосед Дементий предложил ему завести кота, отказался под тем предлогом, что «от кошек одна скукота». Он пообещал, что придумает, что сделать с мышами, когда они попадут «под горячую руку». Когда не помогли расставленные возле сыра капканы, Семён «согрел руку» у печки и придумал следующее: он снял свой сапог и нарезал из него кожаные крылья, которые приклеил к мышам. Те улетели. Семён же подытожил ситуацию так, что раньше он имел сапог, а теперь его нет.
В конце в кадре снова появляется Юрий Коваль, который говорит: «Ну, братцы, насочиняли вы. Мне такого никак не придумать!» Фильм завершается последним куплетом песни.

## Съёмочная группа
| автор сценария         | Юрий Коваль |
| режиссёр               | Юлиан Калишер |
| художники-постановщики | Людмила Танасенко |
| оператор               | Евгений Туревич |
| композитор             | Степан Соснин |
| роли озвучивали:       | Юрий Коваль, Михаил Козаков, Зоя Пыльнова, Людмила Ильина, Татьяна Шатилова                                                                                 |
| звукооператор          | Сергей Кель |
| мультипликаторы:       | Елена Зеленина, Ольга Дегтярёва, Людмила Африна |
| Куклы изготовили:      | Е. Лопатникова, Елена Покровская, Нина Пантелеева, Надежда Лярская, Маргарита Богатская, Галина Круглова, Геннадий Богачёв, Анатолий Кузнецов, Юрий Одинцов |
| монтажёр               | Светлана Симухина |
| редактор               | Алиса Феодориди |
| директор               | Раиса Боровикова |

(Съёмочная группа приведена по титрам мультфильма)

## О мультфильме
Успешным оказалось сотрудничество Юлиана Калишера с талантливым детским писателем Юрием Ковалём, написавшим два сценария по собственным песням: «Песня о летучих мышах» и «Сундук».
— Екатерина Вязова «Наши мультфильмы»